# La Femme du Gange
Pour plus de détails, voir Fiche technique et Distribution.
La Femme du Gange est un film français de Marguerite Duras, sorti en 1974. Il fait partie du "Cycle indien" de l'auteur.

## Synopsis
Un homme revient aux endroits où il a vécu un amour passionné avec une femme aujourd'hui décédée. La sensation qu'il ressent est si forte qu'il s'imagine qu'elle est toujours vivante... 

## Fiche technique
- Titre français : La Femme du Gange
- Titre anglais : Woman of the Ganges
- Réalisation : Marguerite Duras
- Assistant réalisateur : Benoît Jacquot
- Scénario : Marguerite Duras
- Directeur de la photographie : Bruno Nuytten
- Photographe : Jean Mascolo
- Production : Service de la recherche de l'ORTF
- Genre : drame
- Pays de production :  France
- Musique : Carlos d'Alessio
- Lieu de tournage : Trouville-sur-Mer, Hôtel des Roches Noires
- Date de tournage : 14 - 26 novembre 1972
- Format : couleur —16 mm
- Découpage : 152 plans fixes, aucun mouvement de caméra
- Durée : 100 minutes
- Date de sortie : 12 avril 1974

## Distribution
- Catherine Sellers : la femme (habillée de noir) ; l'épouse du voyageur (la dame)
- Nicole Hiss : la jeune fille de S. Thala et une voix-off
- Gérard Depardieu : l'homme de la plage (« le fou »)
- Christian Baltauss : le deuxième homme de la plage
- Dionys Mascolo : le voyageur
- Robert Bonneau : l'homme du casino municipal
- Rodolphe Alepuz et Véronique Alepuz : les enfants du voyageur
- Françoise Lebrun: voix-off

## Commentaires
- Marguerite Duras évoque longuement La Femme du Gange dans Les Parleuses, livre d'entretiens avec Xaviere Gauthier.

## Éditions
- Nathalie Granger suivi de La Femme du Gange, Gallimard, 1973.  (ISBN 207028915X)
  - Nathalie Granger suivi de La Femme du Gange, Gallimard, coll. « L'Imaginaire », 2010.  (ISBN 2070128210)
- La Femme du Gange a été éditée en DVD par l'INA en 2014.